# Bratačić
Bratačić (Servisch cyrillisch Братачић) is een plaats in de Servische gemeente Osečina. De plaats telt 310 inwoners (2002).